# Хаскелл (Арканзас)
Хаскелл (англ. Haskell, Arkansas) — город, расположенный в округе Салин (штат Арканзас, США) с населением в 2645 человек по статистическим данным переписи 2000 года.

## География
По данным Бюро переписи населения США город Хаскелл имеет общую площадь в 11,91 квадратных километров, водных ресурсов в черте населённого пункта не имеется.
Город Хаскелл расположен на высоте 91 метр над уровнем моря.

## Демография
По данным переписи населения 2000 года в Хаскелл проживало 2645 человек, 563 семьи, насчитывалось 724 домашних хозяйств и 762 жилых дома. Средняя плотность населения составляла около 218,6 человек на один квадратный километр. Расовый состав Хаскелл по данным переписи распределился следующим образом: 89,07 % белых, 8,77 % — чёрных или афроамериканцев, 0,72 % — коренных американцев, 0,23 % — азиатов, 1,02 % — представителей смешанных рас, 0,19 % — других народностей. Испаноговорящие составили 1,36 % от всех жителей города.
Из 724 домашних хозяйств в 42,8 % — воспитывали детей в возрасте до 18 лет, 60,2 % представляли собой совместно проживающие супружеские пары, в 12,8 % семей женщины проживали без мужей, 22,2 % не имели семей. 18,4 % от общего числа семей на момент переписи жили самостоятельно, при этом 6,8 % составили одинокие пожилые люди в возрасте 65 лет и старше. Средний размер домашнего хозяйства составил 2,66 человек, а средний размер семьи — 3,03 человек.
Население города по возрастному диапазону по данным переписи 2000 года распределилось следующим образом: 21,8 % — жители младше 18 лет, 8,5 % — между 18 и 24 годами, 36,4 % — от 25 до 44 лет, 20,9 % — от 45 до 64 лет и 12,4 % — в возрасте 65 лет и старше. Средний возраст жителей составил 36 лет. На каждые 100 женщин в Хаскелл приходилось 126,5 мужчин, при этом на каждые сто женщин 18 лет и старше приходилось 131,7 мужчин также старше 18 лет.
Средний доход на одно домашнее хозяйство в городе составил 33 583 доллара США, а средний доход на одну семью — 38 438 долларов. При этом мужчины имели средний доход в 28 547 долларов США в год против 21 346 долларов среднегодового дохода у женщин. Доход на душу населения в городе составил 13 692 доллара в год. 12,7 % от всего числа семей в округе и 22,1 % от всей численности населения находилось на момент переписи населения за чертой бедности, при этом 18 % из них были моложе 18 лет и 16,3 % — в возрасте 65 лет и старше.